# Водные объекты Минска
Список Минских водоёмов:

## Реки
- Свислочь
- Лошица
- Мышка
- Немига
- Цна
- Переспа
- Тростянка — река в Минске и Минском районе Минской области, левый приток Свислочи.
- Река на юге Минска (граница Минска в микрорайоне Колядичи).

## Озёра
- Комсомольское озеро
- Лебединое

## Водохранилища
- Чижовское водохранилище
- Цнянское водохранилище
- Дрозды
- Лошица
- Водохранилища на западе Минска на водоочистительной станции (снаружи Минской кольцевой автомобильной дороги)

## Каналы
- Канал в микрорайоне Сокол
- Каналы около микрорайона Сосны
- Каналы около улицы Всехсвятской
- Канал на западе Минске (снаружи Минской кольцевой автомобильной дороги)
- Каналы между улицами Городецкой, Шафарнянской, проспектом Независимости и Минской кольцевой автомобильной дорогой
- Канал между улицами Городецкой, Шафарнянской, Гинтовта и Ложинской
- Каналы между улицей Скорины, проспектом Независимости и Минской кольцевой автомобильной дорогой
- Канал между улицами Железнодорожной, Семашко, Софьи Ковалевской
- Канал между улицами Железнодорожной, Окрестина, Дубравинской, Пермской, проспектами Дзержинского, Жукова, переулком Дубравинским
- Канал между улицами Розы Люксембург, Стасова, Землемерной 2-й, проспектами Дзержинского, Жукова, переулком Стасова 3-м
- Каналы около улиц Зацень, Миколаевской, Минской кольцевой автомобильной дороги

## Пруды
- Лебяжий
- 2 пруда около Дипгородка (около улиц Зацень, Стефановской, Огородницкой, Столичной)
- Пруды между улицами Свислочской, Инженерной, переулками Свислочским, Промышленным и Минской кольцевой автомобильной дорогой
- Пруд между улицами Притыцкого, Ефросиньи Полоцкой, Бельского, Одоевского
- Пруд между улицами Притыцкого, Петра Глебки, Матусевича, Домбровской
- Пруд между улицами Притыцкого, Брикета, Академика Вышелесского, переулком Академика Вышелесского
- Пруд около улицы Лейтенанта Кижеватова и Минской кольцевой автомобильной дороги
- Пруды на реке Мышка и около неё, в том числе:
  - Пруды между улицами Горецкого, Русановича, Алибегова, переулками Михалово 1-м, Михалово 3-м
  - Пруд между улицами Горецкого, Рафиева, Михалово, Колхозной, Новой
  - Пруды между улицами Русановича, Алибегова, Брыля, переулками Михалово 3-м, Михалово 4-м
  - Пруды между улицами Алибегова, Брыля, Сапеги, проспектом Дзержинского
- Пруд между улицами Есенина, Громова, Курганной, Кондрата Крапивы

## Водно-декоративные системы
- Слепянская водная система
- Лошицкая водная система